# 4796 Lewis
A 4796 Lewis (ideiglenes jelöléssel 1989 LU) a Naprendszer kisbolygóövében található aszteroida. Eleanor F. Helin fedezte fel 1989. június 3-án.